# ヴィヴェーク・オベロイ
ヴィヴェーク・オベロイ（Vivek Oberoi、1976年9月3日 - ）は、インドのボリウッドで活動する俳優。

## 生い立ち
ハイデラバード出身で、パンジャーブ人の父スレーシュ・オベロイはボリウッドの性格俳優として知られており、母ヤショーダラー・オベロイはタミル人である。本名は「ヴィヴェーク・アナンド・オベロイ(Vivek Anand Oberoi)」であり、名前は父と祖父が信奉していたヴィヴェーカーナンダに由来している。俳優デビューする際、「スクリーン上でヒロインとロマンティックに踊り、歌う」俳優がヴィヴェーカーナンダと同じ名前なのを避けるため、「ヴィヴェーカーナンダへのリスペクト」として「ヴィヴェーク・オベロイ」と名乗るようにしたと語っている。
ハイデラバード公立学校を卒業後にアジュメールのメイヨー・カレッジ、ムンバイのミティバーイ・カレッジに進学する。ロンドンの俳優養成学校に通う中でニューヨーク大学の講師と出会い、講師に誘われてニューヨークに留学して映画演劇の学位を取得した。インドに帰国後は脚本家としても活動していた。
2010年10月29日にカルナータカ州政府大臣を務めたジーヴァラージ・アルヴァの娘プリヤンカー・アルヴァと結婚し、1男1女をもうけた。

## キャリア

### 2002年 - 2008年

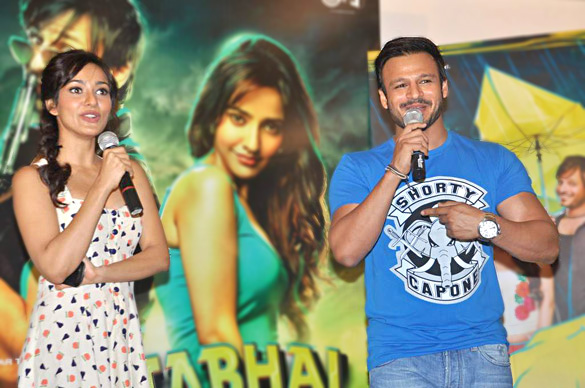
ヴィヴェーク・オベロイとネーハー・シャルマー（2012年）

2002年にラーム・ゴーパール・ヴァルマの『Company』で俳優デビューする。ヴィヴェークは同作の演技を高く評価され、フィルムフェア賞 新人男優賞とフィルムフェア賞 助演男優賞を受賞している。同年9月に『Road』、12月に『Saathiya』に出演し、『Saathiya』ではフィルムフェア賞 主演男優賞にノミネートされた。2003年には『Dum』に出演した。2004年に『Masti』『Yuva』に出演し、2005年にはスバーシュ・ガイの『Kisna: The Warrior Poet』で主役を演じた。
2006年に『オセロ』を翻案した『Omkara』に出演し、ケス（マイケル・カッシモの翻案）役を演じた。同作での演技はグルザールから高く評価されている。2007年に『ラカンドワーラーの抗争』でマヤ・ドラス役を演じた。2008年にアプールヴァ・ラキアの『Mission Istaanbul』に出演している。

### 2009年以降

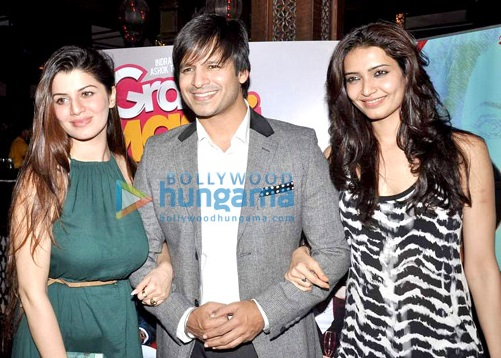
ヴィヴェーク・オベロイとカイナート・アローラ、カリシュマ・タンナ（2016年）

2009年に『Kurbaan』に出演し、2010年には『プリンス』で主役を演じた。『プリンス』は興行的には成功を収めたものの、評価は芳しくなかった。同年10月に出演した『Rakta Charitra』ではパリターラー・ラヴィンドラ役を演じている。2011年に『Watch Indian Circus』を製作し、第16回釜山国際映画祭で上映され観客賞を受賞した。同映画祭でインド映画が観客賞を受賞するのは『Watch Indian Circus』が初であり、ハリウッド・リポーターやバラエティ誌などの批評家からも絶賛されている。
2012年に『Kismat Love Paisa Dilli』に出演するが、同作は興行的に失敗している。2013年に『クリッシュ』に出演し、2014年に『アメイジング・スパイダーマン2』のヒンディー語吹替版でエレクトロ役を演じた。2017年に『Bank Chor』でリテーシュ・デーシュムク、リア・チャクラボルティーと共演した。2019年に『Lucifer』でマラヤーラム語映画デビューし、同作での演技は批評家から高い評価を得た。同年5月には『PM Narendra Modi』でナレンドラ・モディ役を演じている。

## 慈善活動
ヴィヴェークの経営する会社KARRMは、マハーラーシュトラ州ターネー県に所有する25のアパートを殉職した警察官の遺族に寄付した。また、ヴィヴェークはこれまでに300万ルピーを寄付し、慈善活動を通して2500万ルピーの寄付を支援している。